# Coor Crags
Die Coor Crags sind Felsenkliffs im westantarktischen Marie-Byrd-Land. Im nördlichen Teil der Erickson Bluffs ragen sie 5,5 km südöstlich des Cox Point unweit der Hobbs-Küste auf.
Wissenschaftler der United States Antarctic Service Expedition (1939–1941) entdeckten und fotografierten sie aus der Luft. Der United States Geological Survey kartierte sie anhand eigener Vermessungen und Luftaufnahmen der United States Navy aus den Jahren von 1959 bis 1965. Das Advisory Committee on Antarctic Names benannte sie 1974 nach Lieutenant Commander Lawrence W. Coor von der US Navy, Pilot einer LC-130 Hercules während der Operation Deep Freeze in den Jahren 1970 und 1971.